# Блоа (Горња Савоја)
Блоа (фр. Bloye) насеље је и општина у источној Француској у региону Рона-Алпи, у департману Горња Савоја која припада префектури Анси.
По подацима из 2011. године у општини је живело 553 становника, а густина насељености је износила 125,68 становника/km². Општина се простире на површини од 4,4 km². Налази се на средњој надморској висини од 361 метар (максималној 494 m, а минималној 352 m).

## Демографија
| 1962. | 1968. | 1975. | 1982. | 1990. | 1999. | 2011. |
| ----- | ----- | ----- | ----- | ----- | ----- | ----- |
| 319   | 321   | 294   | 354   | 414   | 428   | 553   |

График промене броја становника у току последњих година